# ألكسندر تاميرت
ألكسندر تاميرت مواليد 2 فبراير 1973 في تارتو، هو رياضي إستوني في ألعاب القوى متخصص في رمي القرص. مثل بلاده في الأولمبياد وحصل على الميدالية البرونزية.

## الميداليات
| الميدالية | المسابقة                       |
| --------- | ------------------------------ |
| برونزية   | الألعاب الأولمبية الصيفية 2004 |
| برونزية   | بطولة أوروبا لألعاب القوى 2006 |
| ذهبية     | الألعاب الجامعية الصيفية 2001  |

## روابط خارجية
- ألكسندر تاميرت على موقع الاتحاد الدولي لألعاب القوى (الإنجليزية)
- ألكسندر تاميرت على موقع اللجنة الأولمبية الدولية (الإنجليزية)
- ألكسندر تاميرت على موقع أوليمبيديا (الإنجليزية)